# 이자오 여자중고등학교
베이징 이자오 여자중고등학교(北京翊教女子中高等學校)는 중화인민공화국 베이징에 있는 사립 여자중고등학교이다.

## 연혁
1926년 9월 9일을 기하여 이자오 여자중학교(翊教女子中學校)로 첫 개교되었고 22년 후 1948년 3월 2일을 기하여 베이징 이자오 여자중고등학교(北京翊教女子中高等學校)로 교명 개칭되어 현재에 이르고 있다.